# Gemeentebelangen Zevenhuizen-Moerkapelle
Gemeentebelangen Zevenhuizen-Moerkapelle was vanaf 1991 een Nederlandse lokale politieke partij in de Zuid-Hollandse gemeente Moerhuizen, die in 1993 Zevenhuizen-Moerkapelle ging heten.
De partij werd na de herindeling van beide dorpen in 1990 opgericht door de Zevenhuizenaren Martien Zijderhand, P. Keijzer, J. Mebius, R. Ooms, W. Melis en de Moerkapellenaren S. Duursma en D. de Leeuw. Bij de gemeenteraadsverkiezingen van 1990 kreeg GBZM vier (van de 15) raadszetels in de nieuwe gemeenteraad van toen nog Moerhuizen en later, na de naamsverandering van Zevenhuizen-Moerkapelle. Zijderhand werd in 1991 wethouder, hij bleef dat tot 2006. Bij de herindeling en gemeenteraadsverkiezingen van 2010 is Gemeentebelangen Zevenhuizen-Moerkapelle opgegaan in Gemeentebelangen Zuidplas.